# Кербунарі (Прахова)
Кербунарі (рум. Cărbunari) — село у повіті Прахова в Румунії. Входить до складу комуни Поєнарій-Буркій.
Село розташоване на відстані 36 км на північ від Бухареста, 20 км на південь від Плоєшті, 103 км на південь від Брашова.

## Населення
За даними перепису населення 2002 року у селі проживали 146 осіб, усі — румуни. Усі жителі села рідною мовою назвали румунську.